# Uruguaiana
Uruguaiana è un comune del Brasile nello Stato del Rio Grande do Sul, parte della mesoregione del Sudoeste Rio-Grandense e della microregione della Campanha Ocidental.
Si trova nella parte più occidentale dello Stato e il suo territorio confina sul lato nord-occidentale con l'Argentina, dalla quale la divide il fiume Uruguay, e sul lato sud con l'Uruguay.

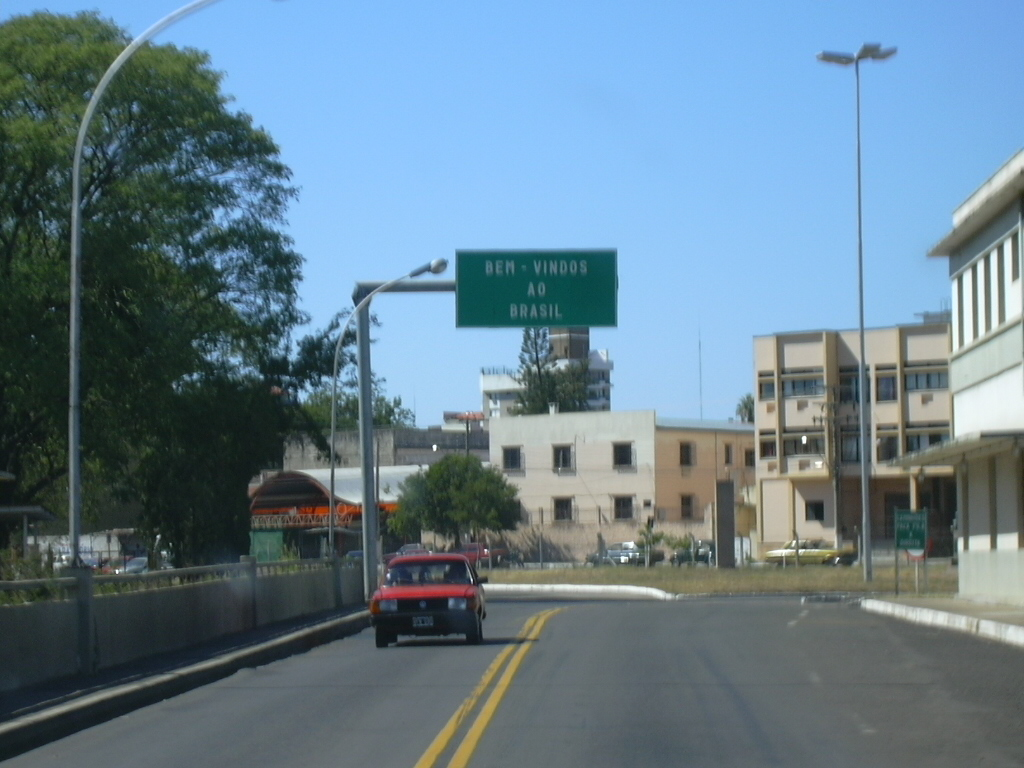
Frontiera Uruguaiana-Paso de los Libres